# Łoboda (roślina)

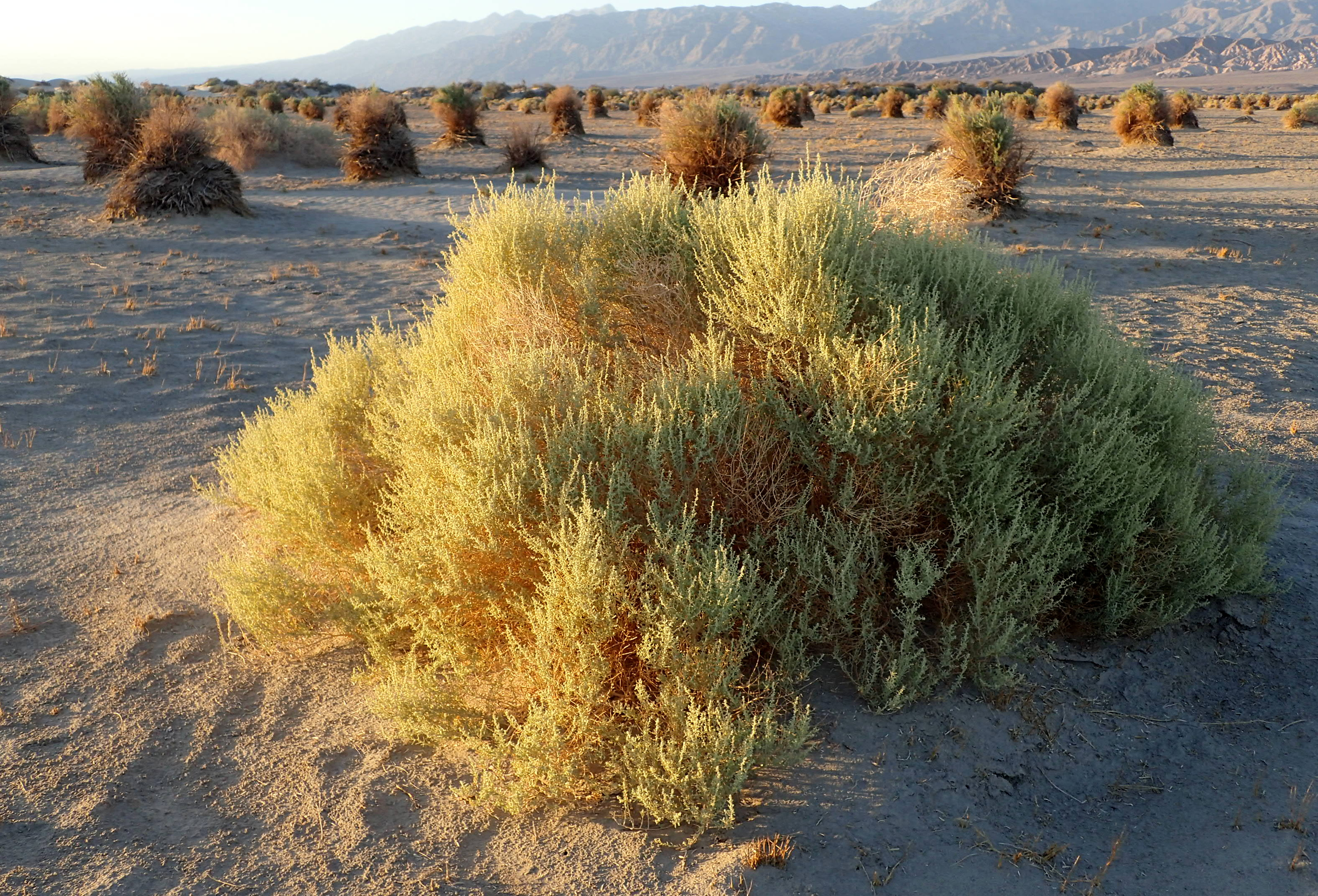
Atriplex canescens

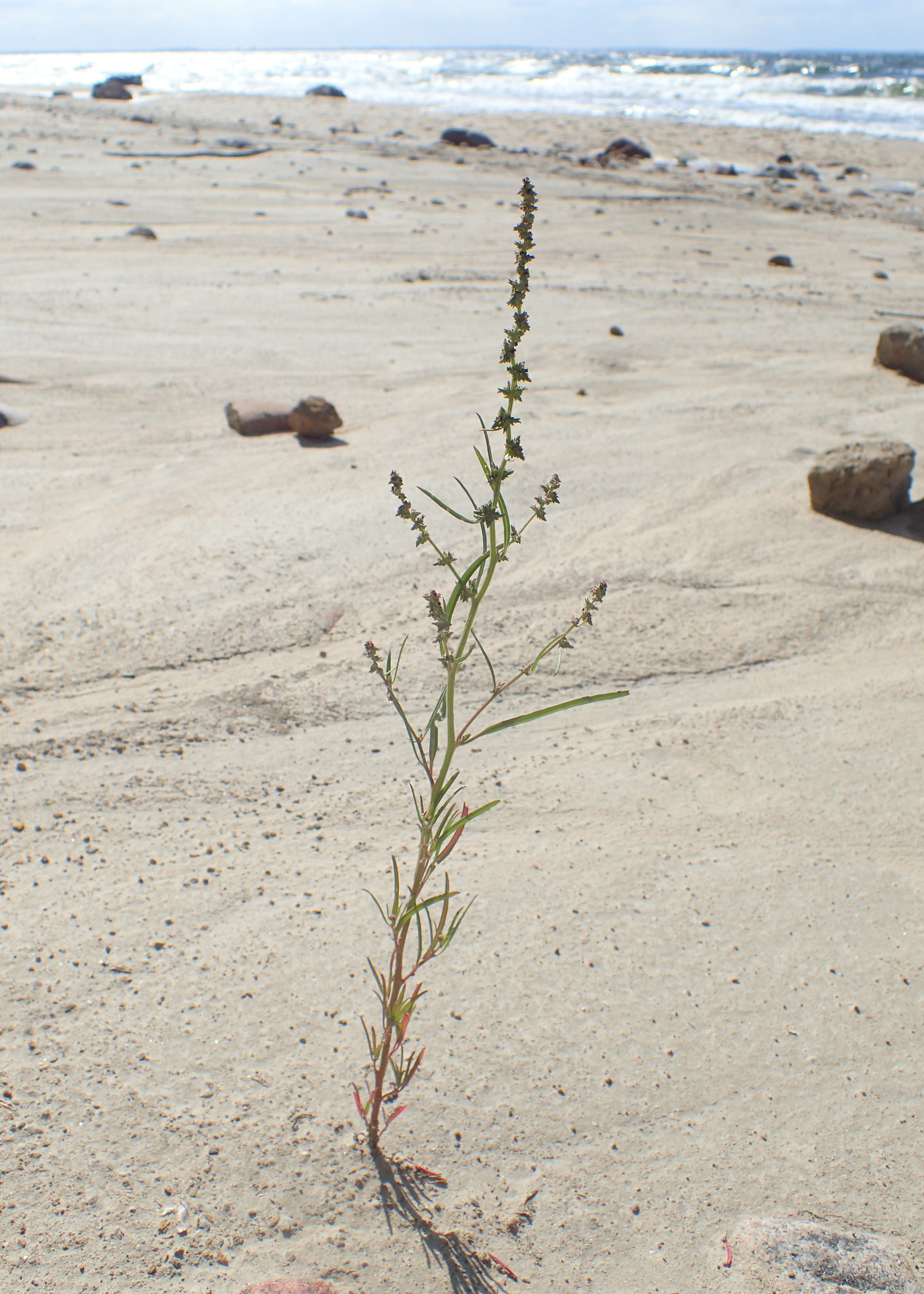
Atriplex littoralis

Łoboda (Atriplex L.) – rodzaj roślin z rodziny szarłatowatych (Amaranthaceae), w systemach klasyfikacyjnych w XX wieku zaliczany zwykle do komosowatych (Chenopodiaceae). Obejmuje około 250 gatunków rozpowszechnionych niemal na całym świecie. Rośliny te przeprowadzają fotosyntezę typu C4 i często tolerują siedliska zasolone. Występują głównie w formacjach stepowych, półpustynnych, pustynnych, na wybrzeżach i siedliskach ruderalnych. Liczne gatunki często dominują w formacjach, zwłaszcza na obszarach suchych: A. confertifolia w Ameryce Północnej, A. lampa w północno-zachodniej Patagonii, A. vesicaria i A. nummularia w Australii,  A. cana w Eurazji. 
Niektóre gatunki spożywane są jako rośliny jadalne i sadzone jako ozdobne. W obu tych celach uprawiana jest łoboda ogrodowa Atriplex hortensis. Liczne gatunki rosnące na terenach suchych są ważnymi w takich miejscach roślinami pastewnymi.

## Rozmieszczenie geograficzne

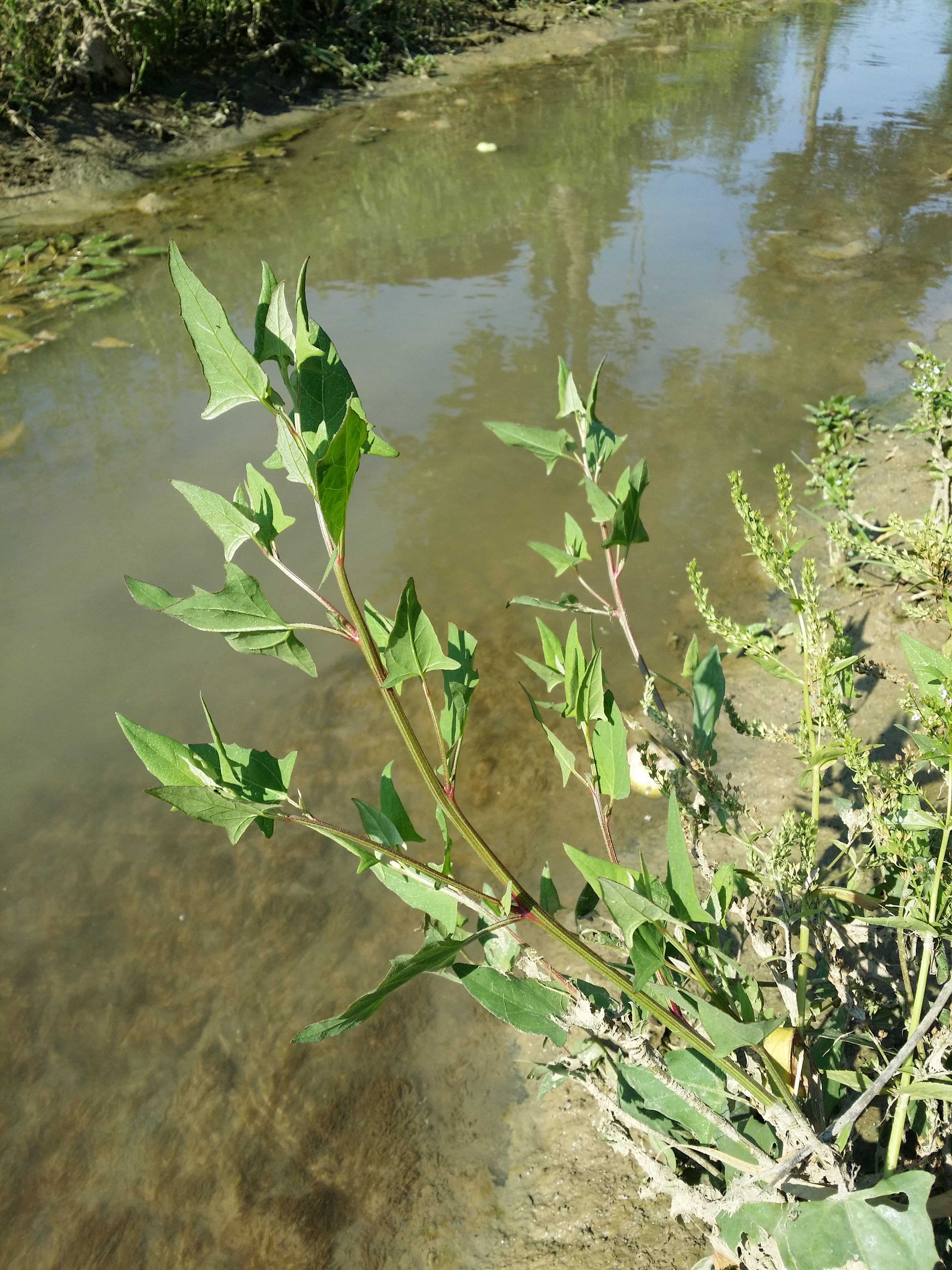
Atriplex prostrata

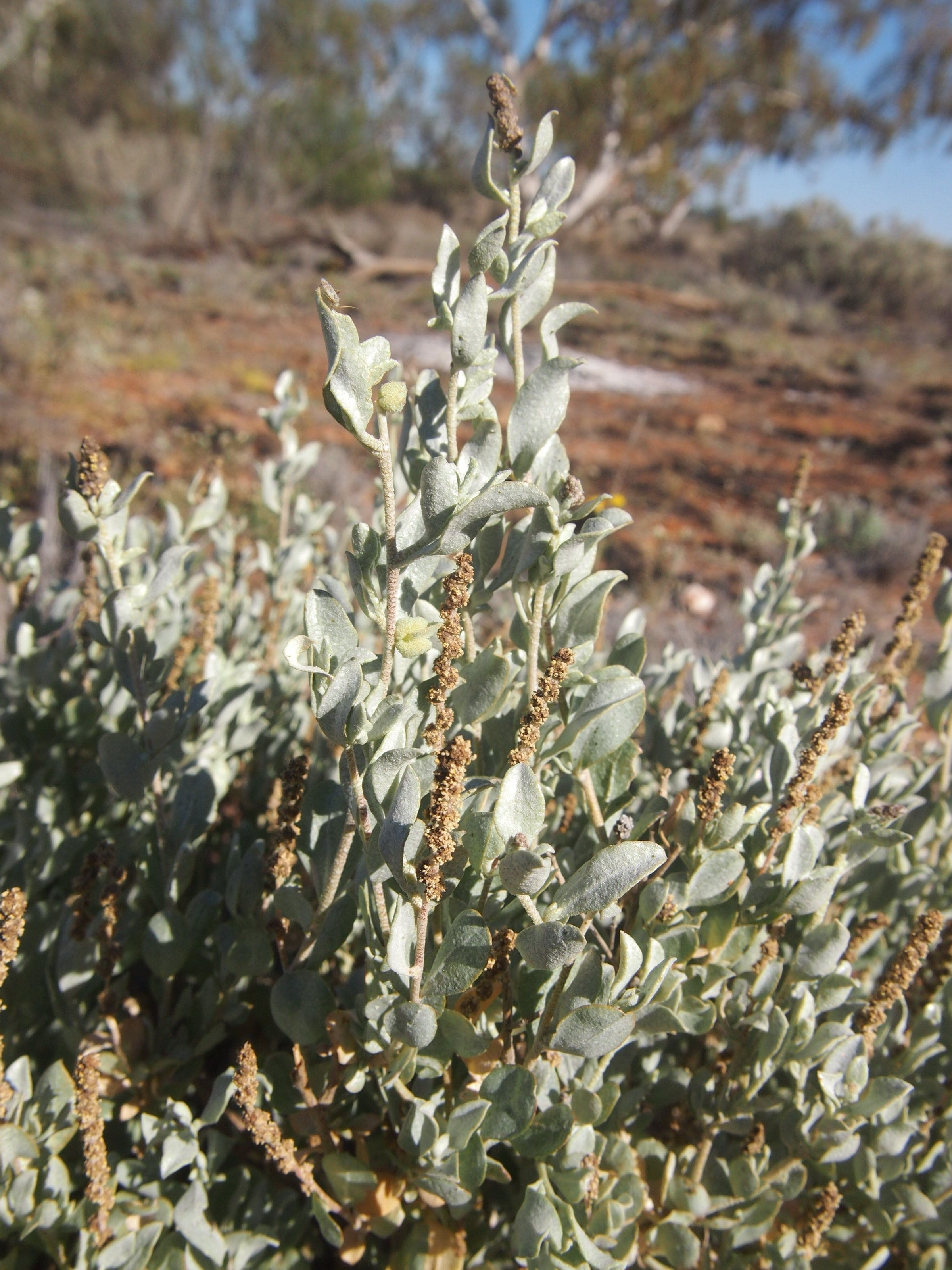
Atriplex vesicaria

Zasięg rodzaju obejmuje wszystkie kontynenty z wyjątkiem Antarktydy. Najwięcej przedstawicieli ma w strefie klimatu subarktycznego, umiarkowanego i subtropikalnego. Wiele gatunków to halofity oraz rośliny przywiązane do gleb piaszczystych, ubogich w składniki mineralne. W Polsce występuje 6 gatunków rodzimych z tego rodzaju oraz szereg zawleczonych i przejściowo dziczejących.
Gatunki flory Polski
Na pierwszym miejscu nazwa zwyczajowa, na drugim nazwa naukowa według Checklist, dalej nazwa naukowa (jeśli jest odmienna) według Plants of the World Online.
- łoboda błyszcząca, ł. połyskująca Atriplex nitens Schkuhr ≡ Atriplex sagittata Borkh. – antropofit zadomowiony
- łoboda długolistna, ł. wąskolistna Atriplex oblongifolia Waldst. & Kit. – antropofit zadomowiony
- łoboda gwiazdkowata Atriplex rosea L. – antropofit zadomowiony
- łoboda nadbrzeżna Atriplex littoralis L.
- łoboda nadmorska Atriplex glabriuscula Edmondston
- łoboda ogrodowa Atriplex hortensis L. – antropofit zadomowiony
- łoboda oszczepowata Atriplex prostrata Boucher ex DC.
- łoboda rozłożysta Atriplex patula L.
- łoboda szara Atriplex tatarica L. – antropofit zadomowiony
- łoboda szypułkowa Atriplex longipes Drejer
- łoboda zdobna Atriplex calotheca (Rafn) Fr. ≡ Atriplex prostrata subsp. calotheca (Rafn) M.A.Gust.)
- łoboda różnonasienna Atriplex heterosperma Bunge ≡ Atriplex micrantha Ledeb. – efemerofit
- obione szypułkowa Halimione pedunculata (L.) Aellen ≡ Atriplex pedunculata L. – gatunek wymarły

## Morfologia
PokrójRośliny jednoroczne i byliny z wzniesionym pojedynczym lub rozgałęzionym pędem, osiągające do 2,5 m wysokości, rzadko krzewy do 3 m wysokości.
LiścieSkrętoległe lub naprzeciwległe.
KwiatyDrobne, jednopłciowe, zebrane w luźne, kłosowate i wzniesione kwiatostany. Kwiaty męskie składają się z 3–5 listków okwiatu i pręcików. Kwiaty żeńskie zwykle pozbawione są okwiatu, ale wsparte są przysadkami. Zalążnia jest jednokomorowa, zwieńczona trzema szyjkami.
OwocJednonasienny, ukryty w trwałych i powiększonych przysadkach.

## Systematyka
Pozycja systematyczna
Rodzaj z podrodziny Chenopodioideae w systemach wyróżniających rodzinę komosowatych Chenopodiaceae – włączany do niej, a w systemach łączących ją z rodziną szarłatowatych Amaranthaceae – zaliczany do niej (np. system APG IV z 2016). W obrębie podrodziny klasyfikowany do plemienia Chenopodieae lub Atripliceae, w drugim wypadku wyodrębniany bywa też do podplemienia Atriplicinae. Plemię Atripliceae rozdzieliło się na dwie linie rozwojowe we wczesnym miocenie. Jedna z nich (grupa Archiatriplex) obejmuje współcześnie 8 ubogich w gatunki rodzajów o charakterze reliktowym, druga obejmuje obfitujący w gatunki rodzaj Atriplex i siostrzany rodzaj Halimione (z trzema gatunkami, czasem łączony z poprzednim jako sekcje Atriplex sect. Halimus i Pedicellatae). Do rodzaju Atriplex włączone zostały rodzaje, które okazały się być w nim zagnieżdżone: Obione, Blackiella, Haloxanthium, Neopreissia, Senniella i Theleophyton. Sukces rodzaju Atriplex, związany z jego szerokim rozprzestrzenieniem i różnicowaniem, łączony jest z wyewoluowaniem u jego przodków fotosyntezy typu C4 około 15,1–10,5 miliona lat temu. Taksonem siostrzanym całej grupy Atripliceae s.s czy też Atriplicinae jest wąsko ujmowany rodzaj komosa Chenopodium.
Rodzaj Halimione pierwotnie wyodrębniony został na podstawie mających go wyróżniać podługowatych, całobrzegich i szarych liści oraz silnie powiększających się po kwitnieniu przysadek. Rośliny o podobnych cechach opisano jednak także w obrębie rodzaju Atriplex, co przy bliskim pokrewieństwie obu rodzajów stało się powodem ich łączenia. Za odrębnością rodzajów, obok potwierdzonym w analizach molekularnych DNA tworzeniem odrębnych linii rozwojowych, świadczą odnalezione synapomorfie polegające na przyrastaniu owocni do przysadek oraz nietypowej budowie łupiny nasiennej – błoniastej, składającej się z dwóch warstw komórek izodiametrycznych.
Wykaz gatunków (w ujęciu włączającym Halimione)
- Atriplex abata I.M.Johnst.
- Atriplex acanthocarpa (Torr.) S.Watson
- Atriplex acutibractea R.H.Anderson
- Atriplex acutiloba R.H.Anderson
- Atriplex aellenii Sukhor.
- Atriplex alaschanica Y.Z.Zhao
- Atriplex alces Edginton & E.J.Thomps.
- Atriplex altaica Suchor.
- Atriplex amboensis Schinz
- Atriplex ameghinoi Speg.
- Atriplex amnicola Paul G.Wilson
- Atriplex angulata Benth.
- Atriplex × aptera A.Nelson
- Atriplex arazdajanica Kapeller
- Atriplex argentea Nutt.
- Atriplex argentina Speg.
- Atriplex asplundii Standl.
- Atriplex atacamensis Phil.
- Atriplex aucheri Moq.
- Atriplex australasica Moq.
- Atriplex barclayana (Benth.) D.Dietr.
- Atriplex belangeri (Moq.) Boiss.
- Atriplex billardierei (Moq.) Hook.f.
- Atriplex boecheri Aellen
- Atriplex braunii A.Soriano
- Atriplex brenanii Sukhor.
- Atriplex buchananii (Kirk) Kirk ex Cheeseman
- Atriplex bunburyana F.Muell.
- Atriplex cana Ledeb.
- Atriplex canescens (Pursh) Nutt.
- Atriplex centralasiatica Iljin
- Atriplex cephalantha Aellen
- Atriplex chapinii I.M.Johnst.
- Atriplex chenopodioides Batt.
- Atriplex chilensis Colla
- Atriplex chizae Rosas
- Atriplex cinerea Poir.
- Atriplex clivicola I.M.Johnst.
- Atriplex codonocarpa Paul G.Wilson
- Atriplex colerei Maire
- Atriplex confertifolia (Torr. & Frém.) S.Watson
- Atriplex congolensis Sukhor.
- Atriplex coquimbana Phil.
- Atriplex cordifolia J.M.Black
- Atriplex cordubensis Gand. & Stuck.
- Atriplex cordulata Jeps.
- Atriplex coriacea Forssk.
- Atriplex cornigera Domin
- Atriplex coronata S.Watson
- Atriplex corrugata S.Watson
- Atriplex costellata Phil.
- Atriplex coulteri (Moq.) D.Dietr.
- Atriplex crassifolia Ledeb.
- Atriplex crassipes J.M.Black
- Atriplex crenatifolia Chodat & Wilczek
- Atriplex crispa D.Dietr.
- Atriplex cristata Humb. & Bonpl. ex Willd.
- Atriplex cryptocarpa Aellen
- Atriplex cyclostegia Standl.
- Atriplex davisii Aellen
- Atriplex dimorphostegia Kar. & Kir.
- Atriplex dioica Raf.
- Atriplex drymarioides Standl.
- Atriplex eardleyae Aellen
- Atriplex eichleri Aellen
- Atriplex elachophylla F.Muell.
- Atriplex elegans (Moq.) D.Dietr.
- Atriplex eremitis Cranfield
- Atriplex erigavoensis Thulin
- Atriplex erosa A.E.Brueckner & Verd.
- Atriplex espostoi Speg.
- Atriplex exilifolia F.Muell.
- Atriplex eximia A.Soriano
- Atriplex farinosa Forssk.
- Atriplex fera (L.) Bunge
- Atriplex fissivalvis F.Muell.
- Atriplex flabelliformis Paul G.Wilson
- Atriplex flabellum Bunge ex Boiss.
- Atriplex flavida (S.C.Sand. & G.L.Chu) D.J.Keil & D.W.Taylor
- Atriplex fominii Iljin
- Atriplex frankenioides Moran
- Atriplex frigida Speg.
- Atriplex fruticulosa Jeps.
- Atriplex gardneri (Moq.) D.Dietr.
- Atriplex garrettii Rydb.
- Atriplex glabriuscula Edmondston – łoboda nadmorska
- Atriplex glauca L.
- Atriplex glaucescens Phil.
- Atriplex gmelinii C.A.Mey. ex Bong.
- Atriplex graciliflora M.E.Jones
- Atriplex griffithii Moq.
- Atriplex × gustafssoniana Tascher.
- Atriplex halimus L. – łoboda solniskowa
- Atriplex hollowayi de Lange & D.A.Norton
- Atriplex holocarpa F.Muell.
- Atriplex hortensis L. – łoboda ogrodowa
- Atriplex × hulmeana Tascher.
- Atriplex humifusa Paul G.Wilson
- Atriplex humilis F.Muell.
- Atriplex hymenelytra (Torr.) S.Watson
- Atriplex hymenotheca Moq.
- Atriplex hypoleuca Nees
- Atriplex hystrix Phil.
- Atriplex iljinii Aellen
- Atriplex imbricata (Moq.) D.Dietr.
- Atriplex incrassata F.Muell.
- Atriplex infrequens Paul G.Wilson
- Atriplex intermedia R.H.Anderson
- Atriplex intracontinentalis Sukhor.
- Atriplex isatidea Moq.
- Atriplex johnstonii C.B.Wolf
- Atriplex jubata S.Moore
- Atriplex julacea S.Watson
- Atriplex klebergorum M.C.Johnst.
- Atriplex kochiana Maiden
- Atriplex laciniata L.
- Atriplex laevis Ledeb.
- Atriplex lampa (Moq.) Gillies ex D.Dietr.
- Atriplex lanfrancoi (Brullo & Pavone) G.Kadereit & Sukhor.
- Atriplex lapponica Pojark.
- Atriplex lasiantha Boiss.
- Atriplex lentiformis (Torr.) S.Watson
- Atriplex leptocarpa F.Muell.
- Atriplex leuca Phil.
- Atriplex leucophylla (Moq.) D.Dietr.
- Atriplex limbata Benth.
- Atriplex lindleyi Moq.
- Atriplex linearis S.Watson
- Atriplex linifolia Humb. & Bonpl. ex Willd.
- Atriplex lithophila A.Soriano ex Múlgura
- Atriplex littoralis L. – łoboda nadbrzeżna
- Atriplex lobativalvis F.Muell.
- Atriplex longipes Drejer – łoboda szypułkowa
- Atriplex macropterocarpa (Aellen) H.Eichler
- Atriplex madariagae Phil.
- Atriplex malvana Aellen & Sauvage
- Atriplex matamorensis A.Nelson
- Atriplex maximowicziana Makino
- Atriplex mendozaensis Speg.
- Atriplex micrantha Ledeb. – łoboda różnonasienna
- Atriplex mollis Desf.
- Atriplex moneta Bunge ex Boiss.
- Atriplex monilifera S.Watson
- Atriplex montevidensis Spreng.
- Atriplex morrisii R.H.Anderson
- Atriplex muelleri Benth.
- Atriplex muricata Humb. & Bonpl. ex Willd.
- Atriplex myriophylla Phil.
- Atriplex nana Parr-Sm.
- Atriplex × neomexicana Standl.
- Atriplex nessorhina S.W.L.Jacobs
- Atriplex nilotica Sukhor.
- Atriplex nitrophiloides A.Soriano ex Múlgura
- Atriplex nogalensis Friis & M.G.Gilbert
- Atriplex × northusanum Wein
- Atriplex nudicaulis Boguslaw
- Atriplex nummularia Lindl.
- Atriplex obconica Paul G.Wilson
- Atriplex oblongifolia Waldst. & Kit. – łoboda długolistna
- Atriplex obovata Moq.
- Atriplex × odontoptera Rydb.
- Atriplex oestophora S.F.Blake
- Atriplex oreophila Phil.
- Atriplex ornata Iljin
- Atriplex pacifica A.Nelson
- Atriplex paludosa R.Br.
- Atriplex pamirica Iljin
- Atriplex pamparum Griseb.
- Atriplex papillata J.H.Willis
- Atriplex paradoxa Nikitina
- Atriplex parishii S.Watson
- Atriplex parryi S.Watson
- Atriplex patagonica (Moq.) D.Dietr.
- Atriplex patens (Litv.) Iljin
- Atriplex patula L. – łoboda rozłożysta
- Atriplex pedunculata L. – obione szypułkowa
- Atriplex perrieri Leandri
- Atriplex peruviana Moq.
- Atriplex philippica Weinm.
- Atriplex philippii R.E.Fr.
- Atriplex phyllostegia (Torr. ex S.Watson) S.Watson
- Atriplex plebeia Carmich.
- Atriplex polycarpa (Torr.) S.Watson
- Atriplex portulacoides L.
- Atriplex powellii S.Watson
- Atriplex pratovii Sukhor.
- Atriplex procumbens Less.
- Atriplex prosopidum I.M.Johnst.
- Atriplex prostrata Boucher ex DC. – łoboda oszczepowata
- Atriplex pseudocampanulata Aellen
- Atriplex pueblensis Standl.
- Atriplex pumilio R.Br.
- Atriplex pungens Trautv.
- Atriplex pusilla (Torr. ex S.Watson) S.Watson
- Atriplex quadrivalvata Diels
- Atriplex quinii F.Muell.
- Atriplex quixadensis Del Vitto, Múlgura & Peten.
- Atriplex recurva d'Urv.
- Atriplex repanda Phil.
- Atriplex repens Roth
- Atriplex reptans I.M.Johnst.
- Atriplex retusa Gay
- Atriplex rhagodioides F.Muell.
- Atriplex robusta Stutz, M.R.Stutz & S.C.Sand.
- Atriplex rosea L. – łoboda gwiazdkowata
- Atriplex rusbyi Britton
- Atriplex saccaria S.Watson
- Atriplex sagittata Borkh. – łoboda błyszcząca
- Atriplex sagittifolia Speg.
- Atriplex schugnanica Iljin
- Atriplex semibaccata R.Br.
- Atriplex semilunaris Aellen
- Atriplex serenana A.Nelson ex Abrams
- Atriplex sibirica L.
- Atriplex sorianoi Múlgura
- Atriplex spegazzinii A.Soriano ex Múlgura
- Atriplex sphaeromorpha Iljin
- Atriplex spinibractea R.H.Anderson
- Atriplex spinifera J.F.Macbr.
- Atriplex spinulosa Paul G.Wilson
- Atriplex spongiosa F.Muell.
- Atriplex stipitata Benth.
- Atriplex stocksii (Wight) Boiss.
- Atriplex straminea Stutz & G.L.Chu
- Atriplex sturtii S.W.L.Jacobs
- Atriplex subcordata Kitag.
- Atriplex suberecta I.Verd.
- Atriplex sukhorukovii Basköse & Yaprak
- Atriplex taltalensis I.M.Johnst.
- Atriplex tampicensis Standl.
- Atriplex × taschereaui Stace
- Atriplex tatarica L. – łoboda szara
- Atriplex tianschanica U.P.Pratov
- Atriplex tichomirovii Sukhor.
- Atriplex tornabenei Tineo ex Guss.
- Atriplex torreyi (S.Watson) S.Watson
- Atriplex truncata (Torr.) A.Gray
- Atriplex tularensis Coville
- Atriplex turbinata (R.H.Anderson) Aellen
- Atriplex turcica Basköse & Yaprak
- Atriplex turcomanica (Moq.) Boiss.
- Atriplex undulata (Moq.) D.Dietr.
- Atriplex valdesii Flores Olv.
- Atriplex vallenarensis M.Rosas
- Atriplex velutinella F.Muell.
- Atriplex verrucifera M.Bieb.
- Atriplex vesicaria Heward ex Benth.
- Atriplex vestita (Thunb.) Aellen
- Atriplex vulgatissima Speg.
- Atriplex watsonii A.Nelson ex Abrams
- Atriplex wolfii S.Watson
- Atriplex wrightii S.Watson
- Atriplex yeelirrie K.A.Sheph. & K.R.Thiele
- Atriplex zahlensis Mouterde